# 431 TCN
Năm 431 TCN là một năm trong lịch Julius. 

## Sự kiện
- Chiến tranh Peloponnesus bắt đầu.